# أوتيس تورنر
أوتيس تورنر (بالإنجليزية: Otis Turner) هو كاتب سيناريو ومخرج أمريكي، ولد في 29 نوفمبر 1862 في Oakford, Indiana ‏ في الولايات المتحدة، وتوفي في 28 مارس 1918 في لوس أنجلوس في الولايات المتحدة.

## وصلات خارجية
- أوتيس تورنر على موقع IMDb (الإنجليزية)
- أوتيس تورنر على موقع أول موفي (الإنجليزية)
- أوتيس تورنر على موقع قاعدة بيانات الأفلام السويدية (السويدية)
- أوتيس تورنر على موقع قاعدة بيانات الفيلم (الإنجليزية)
- أوتيس تورنر على موقع كينوبويسك (الروسية)